# Lynden Gooch
Pour les articles homonymes, voir Gooch.
Lynden Gooch, né le 24 décembre 1995 à Santa Cruz (Californie), est un joueur international américain de soccer qui évolue au poste de milieu de terrain à Huddersfield Town.

## Biographie

### En club
Lyden Gooch fait ses débuts avec Sunderland en le 13 août 2015 durant un match de Premier League face à Manchester City (défaite 2-1). Il marque son premier but deux ans plus tard lors d'une rencontre de Coupe de la Ligue contre Carlisle United (victoire 1-2). En 2021, il remporte l'EFL Trophy avec Sunderland et inscrit le but vainqueur au cours de la finale disputée au Stade de Wembley.
Lors du mercato estivale 2023, il est transféré à Stoke City pour un montant de 1,20 million d'euros.

### En équipe nationale
Lynden Gooch honore sa première sélection avec l'équipe des États-Unis le 11 octobre 2016 lors d'un match amical face à la Nouvelle-Zélande (1-1). Il joue son deuxième match le 15 novembre suivant contre le Costa Rica. Cette rencontre perdue sur le score de 4-0 rentre dans le cadre des éliminatoires du Mondial 2018.

## Statistiques
| Saison                | Club                    | Championnat           | Championnat | Championnat | Coupe(s) nationale(s) | Coupe(s) nationale(s) | Play-offs | Play-offs | Total | Total |
| Saison                | Club                    | Division              | M.          | B.          | M.                    | B.                    | M.        | B.        | M.    | B.    |
| 2014-2015             | Sunderland AFC          | Premier League        | -           | -           | -                     | -                     | -         | -         | 0     | 0     |
| 2015-2016             | Sunderland AFC          | Premier League        | -           | -           | 1                     | 0                     | -         | -         | 1     | 0     |
| 2016-2017             | Sunderland AFC          | Premier League        | 11          | 0           | 3                     | 0                     | -         | -         | 14    | 0     |
| 2017-2018             | Sunderland AFC          | Championship          | 24          | 1           | 3                     | 1                     | -         | -         | 27    | 2     |
| 2018-2019             | Sunderland AFC          | League One            | 39          | 5           | 6                     | 2                     | 2         | 0         | 47    | 7     |
| 2019-2020             | Sunderland AFC          | League One            | 26          | 10          | 3                     | 0                     | -         | -         | 29    | 10    |
| Sous-total            | Sous-total              | Sous-total            | 100         | 16          | 16                    | 3                     | 2         | 0         | 118   | 19    |
| 2014-2015             | Gateshead FC (prêt)     | National League       | 7           | 1           | -                     | -                     | -         | -         | 7     | 1     |
| 2015-2016             | Doncaster Rovers (prêt) | League One            | 10          | 0           | -                     | -                     | -         | -         | 10    | 0     |
| Sous-total            | Sous-total              | Sous-total            | 17          | 1           | -                     | -                     | -         | -         | 17    | 1     |
| Total sur la carrière | Total sur la carrière   | Total sur la carrière | 117         | 17          | 16                    | 3                     | 2         | 0         | 135   | 20    |

## Palmarès

### En club
- Sunderland AFC
  - Finaliste de l'EFL Trophy en 2019.
  - Vainqueur de la EFL Trophy en 2021